# Dead Ringers
Dead Ringers è uno spettacolo comico-satirico radiofonico e televisivo trasmesso dalla BBC Radio 4 e dalla BBC Two. Il programma è stato inventato da Bill Dare (che ne era anche il produttore) e sviluppato con Jon Holmes, Andy Hurst e Simon Blackwell. Il cast attuale comprende Jon Culshaw, Jan Ravens, Phil Cornwell, Kevin Connelly e Mark Perry (autore di una fortunata parodia di Martin Jarvis): fra loro, solo i primi due erano presenti nel 2000, quando il programma andò in onda per la prima volta.
Da allora, BBC Radio 4 ha trasmesso dieci serie più un certo numero di speciali, compreso uno dedicato interamente alla soap radiofonica della BBC "The Archers" ed uno sul giubileo d'oro della regina Elisabetta II del Regno Unito.
La versione televisiva dello show iniziò la sua quinta stagione nel 2005 con una puntata sulle elezioni generali del Regno Unito divisa in sei parti. La sesta serie ha iniziato l'8 maggio 2006 e si è conclusa il 12 giugno 2006 con sei episodi. La settima serie è andata in onda dal 22 febbraio 2007 al 29 marzo 2007 sulla BBC Two alle 9.30.
Al marzo 2007, la loro parodia della canzone di James Blunt You're Beauriful era è il quarantesimo video più visto su YouTube.